# Arenophilus rotarius
Arenophilus rotarius är en mångfotingart som först beskrevs av Chamberlin 1943.  Arenophilus rotarius ingår i släktet Arenophilus och familjen storjordkrypare. Inga underarter finns listade i Catalogue of Life.